# Jonathan Van Ness

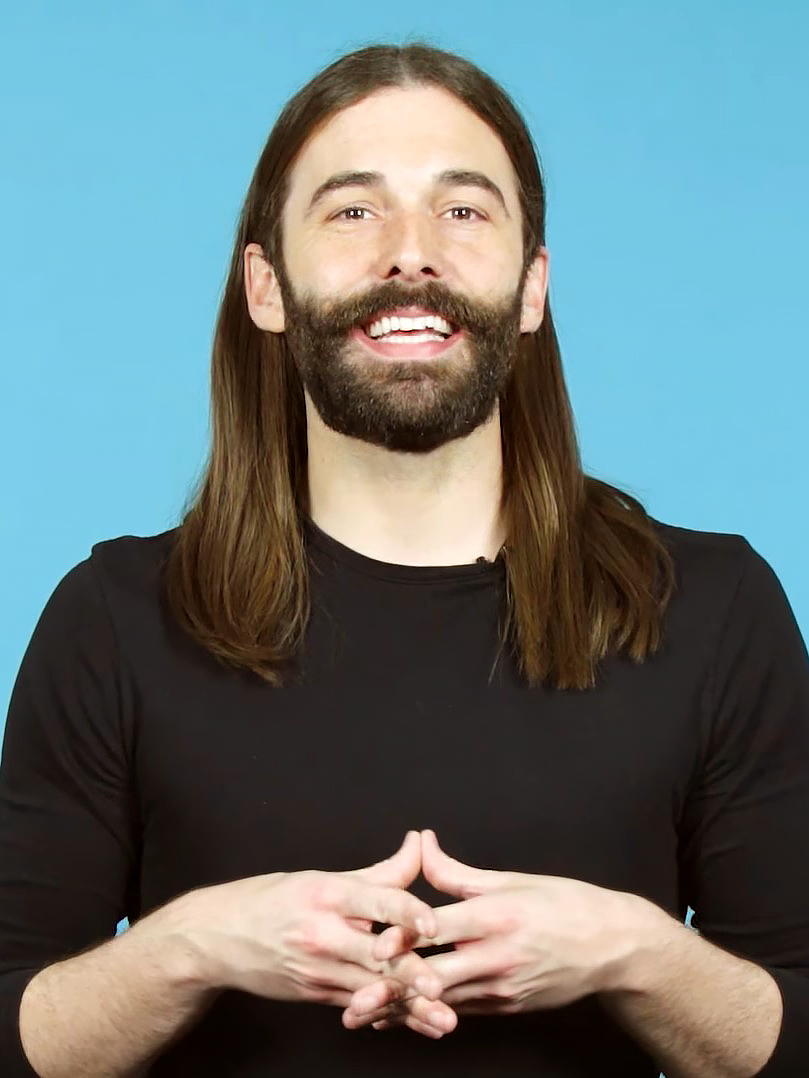
Jonathan Van Ness (2018)

Jonathan Van Ness (* 28. März 1987 in Quincy, Illinois) ist eine nichtbinäre Person US-amerikanischer Herkunft, die in den Bereichen Frisuren und Podcasts arbeitet, eine Fernsehpersönlichkeit ist und bekannt für die Webserien-Parodie Gay of Thrones und aus der Netflix-Sendung Queer Eye im Bereich Pflegeexpertise ist.

## Leben

### Herkunft und Ausbildung
Jonathan Van Ness wurde in Quincy im US-Bundesstaat Illinois geboren und wuchs dort auf. Van Ness war der erste männliche Cheerleader an der Quincy Senior High School und pflegte das Cheerleading am College weiter. Er verlor aber das Cheerleader-Stipendium, weil die Noten sanken aufgrund der Gewohnheit, den Unterricht zu schwänzen, um Wiederholungen der TV-Serie Golden Girls zu sehen. Daraufhin besuchte Van Ness die University of Arizona mit Schwerpunkt Politikwissenschaft, brach aber das Studium nach einem Semester ab, um sich am Aveda Institute in Minneapolis zum Haarstylist ausbilden zu lassen.

### Karriere
Nach der Stylistenausbildung arbeitete Van Ness fünf Jahre in Arizona, und zog 2009 an die Westküste nach Los Angeles um und fand dort eine Anstellung als persönlicher Assistent im Sally Hershberger Salon. Van Ness arbeitet bei MoJoHair und im Stile Salon, beide in Los Angeles, die in Zusammenarbeit mit Monique Northrop am Arte Salon in New York City gegründet wurde.
Im Jahr 2013 frisierte Van Ness die Haare der damaligen Freundin Erin Gibson, die für die Comedy-Website Funny or Die arbeitete. Gibson bat ihn, eine Wiederholung einer Game-of-Thrones-Episode als Parodie für Funny or Die durchzuführen; diese wurde im Anschluss zur Gay of Thrones-Webserie. 2018 wurde Van Ness für einen Emmy-Preis für diese Webserie nominiert.
Seit 2015 moderiert Van Ness den wöchentlichen Podcast Getting Curious with Jonathan Van Ness. In der 2021 veröffentlichten Netflix-Version des Podcasts, sprechen Jonathan Van Ness und Alok Vaid-Menon in einer Folge über nichtbinäre Geschlechtsidentität. Im Netflix-Revival von Queer Eye ist Van Ness für die Pflegeexpertise und Frisuren zuständig.
2018 arbeitete Van Ness wechselnd zwischen Los Angeles und New York.

### Persönliches
Jonathan Van Ness lebte schon immer offen schwul. Während der Schulzeit wurde Van Ness gemobbt und erhielt Morddrohungen.  Humor als Bewältigungsmechanismus und eine kleine Gruppe unterstützender, enger Freunde, hätten ihn gerettet. Im Juni 2019 machte Van Ness die eigene Geschlechtsidentität als nichtbinär (genderqueer) öffentlich, mit der Bedeutung, sich „manchmal wie ein Junge und manchmal wie ein Mädchen“ zu fühlen. Van Ness erklärte, weiterhin die männlichen Pronomen he/him („er/ihn“) nutzen zu wollen.
2018 bekundete Van Ness öffentlich, Schuppenflechte zu haben und anderen Betroffenen helfen zu wollen. Im September 2019 gab Van Ness im Rahmen der Veröffentlichung der Autobiografie an, HIV-positiv zu sein. Van Ness schrieb darin außerdem über eine Vergewaltigung in der Kindheit und über die eigene Vergangenheit als Drogensüchtiger und Prostituierter.

## Filmografie (Auswahl)
- 2013–2017: Gay of Thrones (TV-Serie, 54 Folgen)
- 2014: I Love the 2000s (TV-Serie, 10 Folgen)
- 2016: Last Will and Testicle (TV-Serie, eine Folge)
- 2016: Tant Attendue (Kurzfilm)
- ab 2018: Queer Eye (TV-Serie, 33 Folgen)
- 2018: Wer kann, der kann! USA (Nailed It!) (TV-Serie, eine Folge)
- 2019: Lip Sync Battle (TV-Serie, eine Folge)
- 2021: Alle lieben Arlo (I [Heart] Arlo) (TV-Serie, 17 Folgen) – Synchronisation